# Izydi!
Izydi! é um filme de drama soviético de 1991 dirigido e escrito por Dmitry Astrakhan. Foi selecionado como representante da União Soviética à edição do Oscar 1992, organizada pela Academia de Artes e Ciências Cinematográficas.

## Elenco
- Otar Megvinetukhutsesi - Motya Rabinovich
- Elena Anisimova - Golda
- Tamari Skhirtladze - Sora-Broha
- Tatyana Kuznetsova - Beylka
- Valentin Bukin - Trofim
- Vladimir Kabalin - Ivan
- Aleksandr Lykov - Petya
- Kseniya Rappoport - Sima